# Fátima de Madrid
Fátima de Madrid es el nombre que se da a una supuesta astrónoma andalusí de finales del siglo X y principios del XI cuya existencia no está atestiguada por las fuentes históricas.

## Supuesta biografía
Se dice que fue hija del reputado astrónomo Maslama al-Mayriti, con el que colaboró, y que escribió numerosos trabajos de astronomía, conocidos como Correcciones de Fátima. Su obra titulada Tratado del astrolabio, sobre el uso de este instrumento, se conserva (supuestamente) en la Biblioteca del Monasterio de El Escorial.

## Persona ficticia
Las informaciones sobre su vida aparecen en la edición de 1924 de la Enciclopedia universal ilustrada europeo-americana de Espasa-Calpe, que hasta el momento es la fuente más antigua sobre este personaje, ya que no se conocen las referencias en las que se basa la propia enciclopedia. Algunos especialistas sostienen que no es más que una invención. Así, el historiador de las matemáticas Ángel Requena Fraile afirma:

Salvando las distancias en el tiempo y el espacio, nuestra Espasa ha cumplido admirablemente con su papel de fuente de consulta sólida y fiable. Pero en todo proyecto tan ambicioso hay erratas, algún pillo o algún copista poco cuidadoso. Lamentablemente en historia de la ciencia se coló uno de esos pícaros. Así se crean unos mitos –no documentados, ni arropados por otras fuentes, que se refieren a personajes que no deberían estar en las historias más que como mitos.

El padre de la historiografía de la ciencia en España –Francisco Vera- ya nos puso en guardia cuando investigó sobre un geómetra, obispo de Calahorra de la época visigótica, llamado Luciniano, que no aparece más que en el Espasa. Con Fátima, la docta hija de Maslamá el madrileño, nos encontramos con algo parecido a lo que ocurre con Luciniano. No hay más referencia, no hay fuente original o fiable en la que apoyarse.

La arabista Manuela Marín, especialista en historia y biografía de al-Ándalus sostiene la misma tesis. Hablando de Maslama al-Mayriti, dice:

Se trata, por tanto, del más ilustre de los madrileños andalusíes, y no hacía falta que se le inventase, como así ha sido, una históricamente inexistente hija suya, a la que se ha llamado «Fátima de Madrid» y que asombrosamente ha sido incluida en el calendario Astrónomas que hicieron historia, editado con motivo del Año Internacional de la astronomía (2009). El error, que procede de una vieja edición de la Enciclopedia Espasa, se ha ido reproduciendo acríticamente, ya va siendo hora que se deshaga, aunque su abundante circulación en Internet no da muchas esperanzas en ese sentido.